# Sidi Dris
Sidi Dris (en árabe: سيدي إدريس‎, en francés: Sidi Driss) es una localidad marroquí perteneciente al municipio de Budinar, en la región Oriental. Desde 1912 hasta 1956 perteneció a la zona norte del Protectorado español de Marruecos.

## Historia

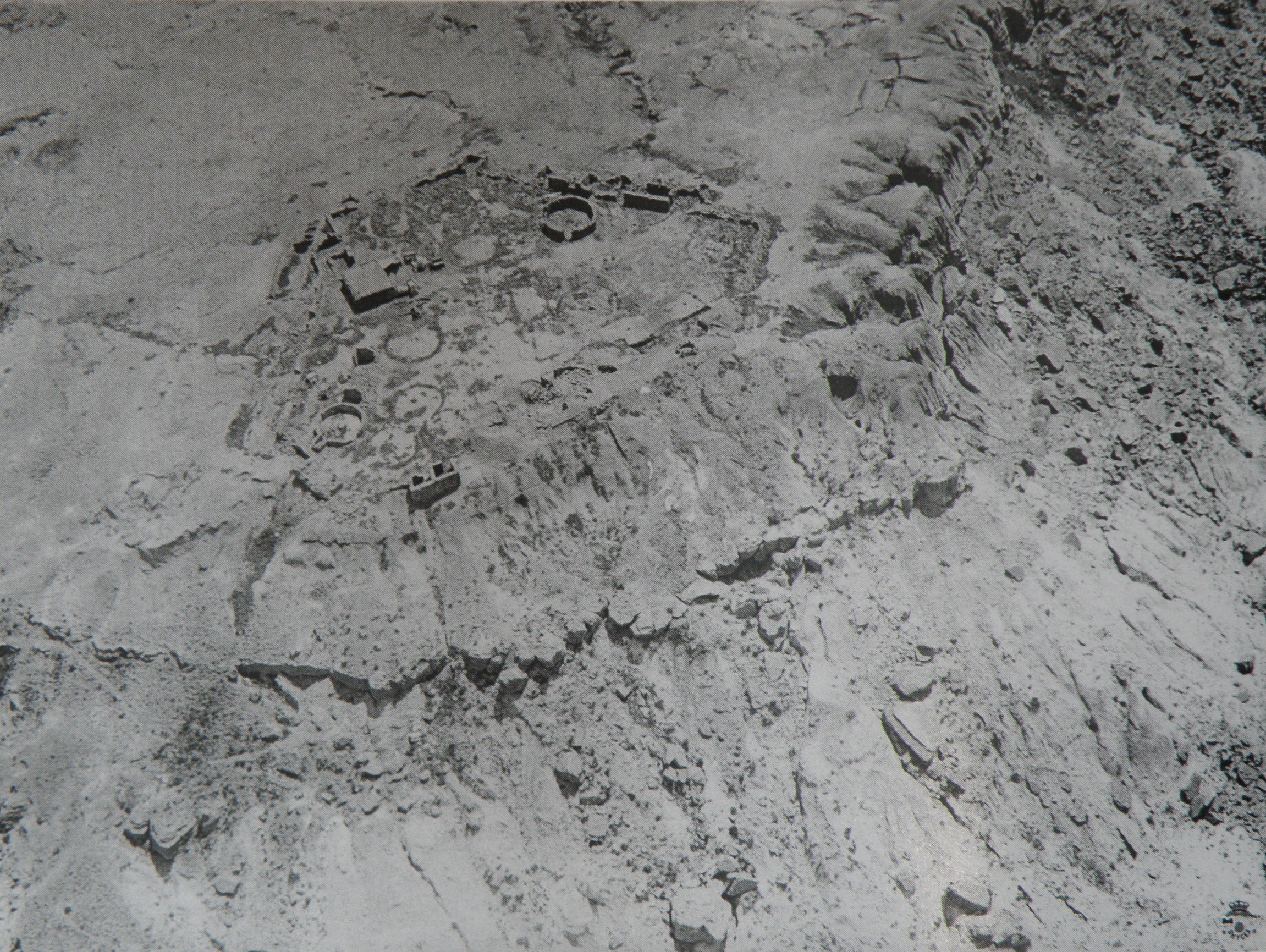
Ruinas del fuerte español de Sidi Dris.

En sus proximidades, en la cima de un cerro, al borde de un acantilado a 50 metros sobre el nivel del mar,  existía una posición y fortificación empleada por las tropas españolas durante la guerra del Rif (35°13′2″N 3°34′19″O / 35.21722, -3.57194). Dicha posición fue ocupada y fortificada por primera vez por el ejército español el 12 de marzo de 1921 tras la operación conocida como desembarco de Sidi Dris.  
El 2 de junio de 1921, sufrió un ataque durante 24 horas por las tropas del líder rifeño Abd el-Krim que no pudo tomar la posición defendida por un grupo de soldados españoles a las órdenes del comandante Julio Benítez Benítez. El 22 de julio de 1921 en el transcurso de la derrota española que se conoce como desastre de Annual, fue atacada de nuevo por las fuerzas rifeñas y tomada el 25 de julio, tras 3 días de combates. La mayor parte de los 265 defensores españoles, resultaron muertos, 30 fueron hechos prisioneros y 12 lograron ser evacuados por barcos de la Marina española desplazados al lugar: El crucero acorazado  Princesa de Asturias y los cañoneros Laya y Lauria.